# Terremoto de Arequipa de 2024
El terremoto de Arequipa de 2024 fue un sismo registrado el viernes, 28 de junio de 2024, a las 00:36:27 PET (05:36:27 UTC). Su epicentro se localizó en el océano pacífico al sur de Perú a 54 km al SO de Yauca, Caraveli, Arequipa, y su hipocentro se ubicó a 42 km de profundidad. Generó alerta de Tsunami en el litoral peruano.
El Instituto Geofísico del Perú reportó que sismo tuvo una magnitud Mw = 7.0, con una intensidad de VI (Fuerte) en la escala de Mercalli. Por su parte, el Servicio Geológico de Estados Unidos reportó que tuvo una magnitud Mw = 7.2 y una intensidad de VIII (Severo) en la escala de Mercalli.
El terremoto acaeció cuando la presidenta del Perú, Dina Boluarte, se encontraba de visita oficial en China. Tras el terremoto, se reportaron en la zona siete réplicas de entre 4.0 y 4.6 grados en la escala de Richter. Además, por la mañana del 28 de junio, se produjo un tsunami de baja intensidad en el las costas del Perú.

## Daños, víctimas y zonas más afectadas por el terremoto
Yauca y Jaquí, en Arequipa, son las zonas más afectadas por el sismo. Vicente Cornejo, alcalde de Joaqui, reportó que hay algunas carreteras bloqueadas y fisuradas. De la misma forma, medios de comunicación locales informan sobre el colapso de edificaciones y viviendas en áreas cercanas al epicentro.
Los responsables de Defensa Civil de los distritos afectados proporcionaron las siguientes cifras:
- 14 heridos: cinco en Yauca, una en Atiquipa y ocho en Acarí.
- 5 personas afectadas: tres en Cahuacho y dos en Bella Unión.
- 14 viviendas afectadas: seis en Yauca, tres en Cahuacho, tres en Acarí y dos en Bella Unión.
- 2 puentes dañados: uno en Chala y otro en Huanuhuanu.
- 6 escuelas afectadas: dos en Yauca, dos en Jaquí y dos en Bella Unión.
- Red de agua potable afectada en un 20% en Jaquí.
- Red de servicio eléctrico afectada en Atiquipa y Lomas.
- 0.4 kilómetros de vías dañadas en Caraveli, Chaparra, Huanuhuanu, Jaquí y Acarí.

Por la mañana, el jefe de la División de Oceanografía Física de la Marina de Guerra del Perú, Gustavo Córdova, confirmó a Latina Noticias se produjo un tsunami en Perú tras el sismo en Arequipa, aunque fue de baja intensidad.

## Sismos premonitores y réplicas
En la siguiente tabla se adjuntan los sismos reportados por IGP considerados premonitores (anteriores) y réplicas (posteriores) al sismo principal.
|                   | Fecha y Hora Local (UTC-5) | Magnitud | Profundidad | Intensidad   | Epicentro                                 | Coordenadas                      |
| Premonitores (10) | 16/06/2024 09:47:30        | 6.3      | 25km        | IV-V Chala   | 41 km al SO de Chala, Caraveli - Arequipa | 16°05′S 74°32′O / -16.09, -74.53 |
| Premonitores (10) | 16/06/2024 21:23:38        | 4.8      | 36km        | IV Chala     | 34 km al SO de Chala, Caraveli - Arequipa | 16°01′S 74°31′O / -16.01, -74.51 |
| Premonitores (10) | 16/06/2024 21:39:32        | 4.2      | 35km        | III Chala    | 37 km al SO de Chala, Caraveli - Arequipa | 16°01′S 74°32′O / -16.02, -74.54 |
| Premonitores (10) | 17/06/2024 10:58:51        | 3.6      | 19km        | II-III Chala | 20 km al SO de Chala, Caraveli - Arequipa | 15°58′S 74°23′O / -15.96, -74.39 |
| Premonitores (10) | 17/06/2024 16:34:12        | 3.5      | 18km        | II Chala     | 17 km al SO de Chala, Caraveli - Arequipa | 15°56′S 74°23′O / -15.93, -74.38 |
| Premonitores (10) | 19/06/2024 14:10:11        | 4.1      | 45km        | III Lomas    | 33 km al S de Lomas, Caraveli - Arequipa  | 15°52′S 74°47′O / -15.86, -74.79 |
| Premonitores (10) | 20/06/2024 14:28:39        | 3.6      | 21km        | III Chivay   | 2 km al SE de Chivay, Caylloma - Arequipa | 15°38′S 71°35′O / -15.64, -71.58 |
| Premonitores (10) | 22/06/2024 02:26:36        | 5.0      | 36km        | IV Yauca     | 40 km al S de Yauca, Caraveli - Arequipa  | 16°01′S 74°36′O / -16.01, -74.60 |
| Premonitores (10) | 22/06/2024 15:46:43        | 5.7      | 38km        | IV Yauca     | 41 km al S de Yauca, Caraveli - Arequipa  | 16°01′S 74°36′O / -16.02, -74.60 |
| Premonitores (10) | 25/06/2024 00:21:00        | 4.0      | 27km        | II-III Chala | 26 km al SO de Chala, Caraveli - Arequipa | 15°58′S 74°27′O / -15.96, -74.45 |
| Evento principal  | 28/06/2024 00:36:27        | 7.2      | 42km        | VI Yauca     | 54 km al SO de Yauca, Caraveli - Arequipa | 16°07′S 74°43′O / -16.11, -74.72 |
| Réplicas (18)     | 28/06/2024 01:10:06        | 4.2      | 35km        | III Lomas    | 49 km al S de Lomas, Caraveli - Arequipa  | 16°01′S 74°50′O / -16.01, -74.84 |
| Réplicas (18)     | 28/06/2024 01:26:56        | 4.0      | 38km        | III Yauca    | 39 km al S de Yauca, Caraveli - Arequipa  | 16°00′S 74°37′O / -16.00, -74.62 |
| Réplicas (18)     | 28/06/2024 02:05:23        | 4.6      | 34km        | III-IV Yauca | 35 km al SO de Yauca, Caraveli - Arequipa | 15°56′S 74°40′O / -15.94, -74.66 |
| Réplicas (18)     | 28/06/2024 02:26:39        | 4.4      | 27km        | III-IV Yauca | 43 km al SO de Yauca, Caraveli - Arequipa | 16°00′S 74°43′O / -16.00, -74.72 |
| Réplicas (18)     | 28/06/2024 07:07:18        | 4.3      | 35km        | III Lomas    | 27 km al SE de Lomas, Caraveli - Arequipa | 15°47′S 74°44′O / -15.79, -74.74 |
| Réplicas (18)     | 28/06/2024 08:26:39        | 4.4      | 35km        | III Yauca    | 47 km al SO de Yauca, Caraveli - Arequipa | 16°03′S 74°42′O / -16.05, -74.70 |
| Réplicas (18)     | 28/06/2024 19:22:06        | 4.0      | 30km        | II-III Yauca | 18 km al SO de Yauca, Caraveli - Arequipa | 15°48′S 74°36′O / -15.80, -74.60 |
| Réplicas (18)     | 29/06/2024 01:46:40        | 4.2      | 31km        | III Yauca    | 28 km al SO de Yauca, Caraveli - Arequipa | 15°53′S 74°38′O / -15.88, -74.64 |
| Réplicas (18)     | 29/06/2024 02:05:31        | 6.4      | 20km        | IV-V Chala   | 54 km al SO de Chala, Caraveli - Arequipa | 16°12′S 74°35′O / -16.20, -74.59 |
| Réplicas (18)     | 29/06/2024 02:22:24        | 5.2      | 18km        | IV Chala     | 53 km al SO de Chala, Caraveli - Arequipa | 16°07′S 74°39′O / -16.12, -74.65 |
| Réplicas (18)     | 29/06/2024 04:08:30        | 4.5      | 22km        | III Yauca    | 46 km al S de Yauca, Caraveli - Arequipa  | 16°03′S 74°40′O / -16.05, -74.66 |
| Réplicas (18)     | 29/06/2024 04:54:43        | 4.3      | 24km        | II-III Yauca | 36 km al S de Yauca, Caraveli - Arequipa  | 15°59′S 74°35′O / -15.98, -74.59 |
| Réplicas (18)     | 29/06/2024 04:58:03        | 4.5      | 32km        | III Yauca    | 42 km al SO de Yauca, Caraveli - Arequipa | 16°01′S 74°40′O / -16.01, -74.67 |
| Réplicas (18)     | 29/06/2024 05:09:08        | 4.2      | 25km        | II-III Chala | 32 km al SO de Chala, Caraveli - Arequipa | 16°03′S 74°27′O / -16.05, -74.45 |
| Réplicas (18)     | 29/06/2024 06:18:54        | 4.1      | 30km        | II-III Chala | 20 km al SO de Chala, Caraveli - Arequipa | 16°00′S 74°21′O / -16.00, -74.35 |
| Réplicas (18)     | 29/06/2024 07:24:43        | 4.7      | 34km        | III Lomas    | 27 km al S de Lomas, Caraveli - Arequipa  | 15°49′S 74°52′O / -15.81, -74.86 |
| Réplicas (18)     | 01/07/2024 04:23:48        | 4.1      | 15km        |              | 57 km al SO de Lomas, Caraveli - Arequipa | 15°55′S 75°14′O / -15.92, -75.24 |
| Réplicas (18)     | 01/07/2024 07:36:47        | 4.0      | 28km        | II-III Yauca | 21 km al S de Yauca, Caraveli - Arequipa  | 15°51′S 74°33′O / -15.85, -74.55 |

## Reacciones
La presidencia del Perú anunció que estaban realizando monitoreos para evaluar los daños. El jefe del Indeci, Juan Carlos Urcariegui, informó al medio peruano RPP poco después del sismo que ya se están implementando medidas para llegar a la zona afectada, y que planean hacerlo vía aérea desde Ica, ya que tomaría mucho más tiempo si partieran por tierra desde Arequipa.
Las autoridades del Gobierno Regional de Arequipa resolvieron suspender las actividades escolares en la provincia de Carevelí duranrte el 28 de junio, como medida de precaución y para evaluar los daños en las estructuras de las instituciones educativas.